# Künstlerhaus Gasteiger

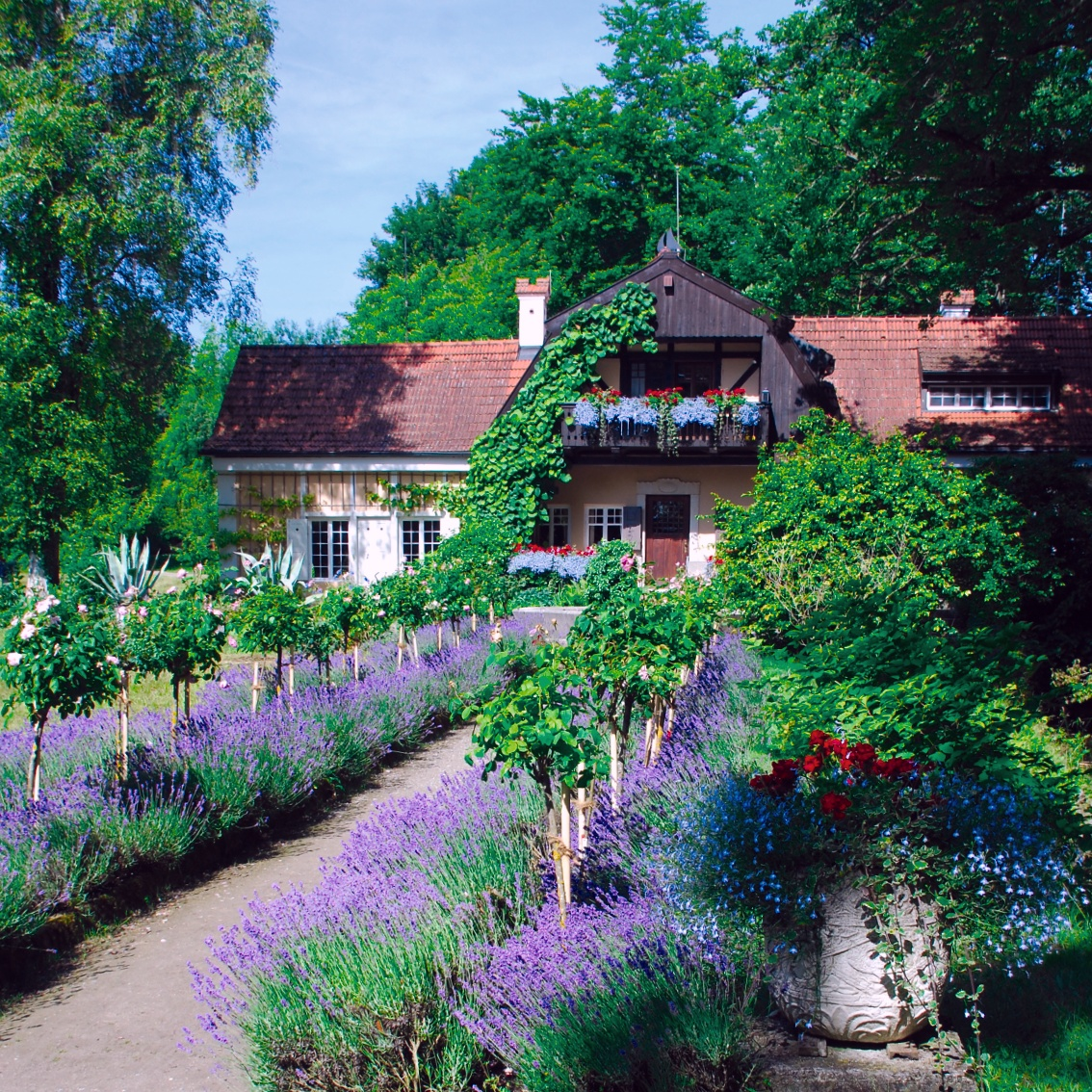
Künstlerhaus Gasteiger in Holzhausen

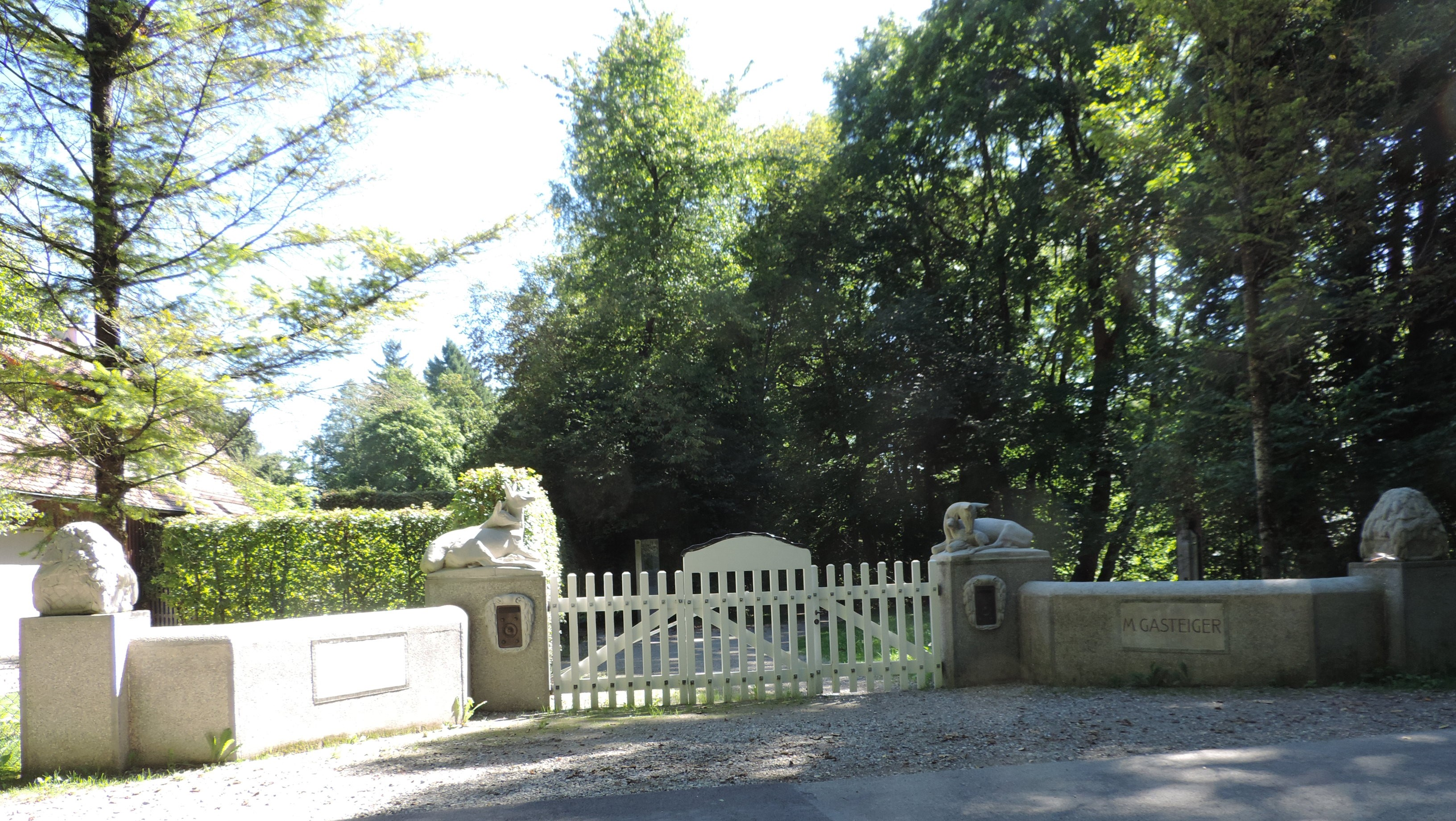
Eingangspforte an dem Haus der Gasteigers

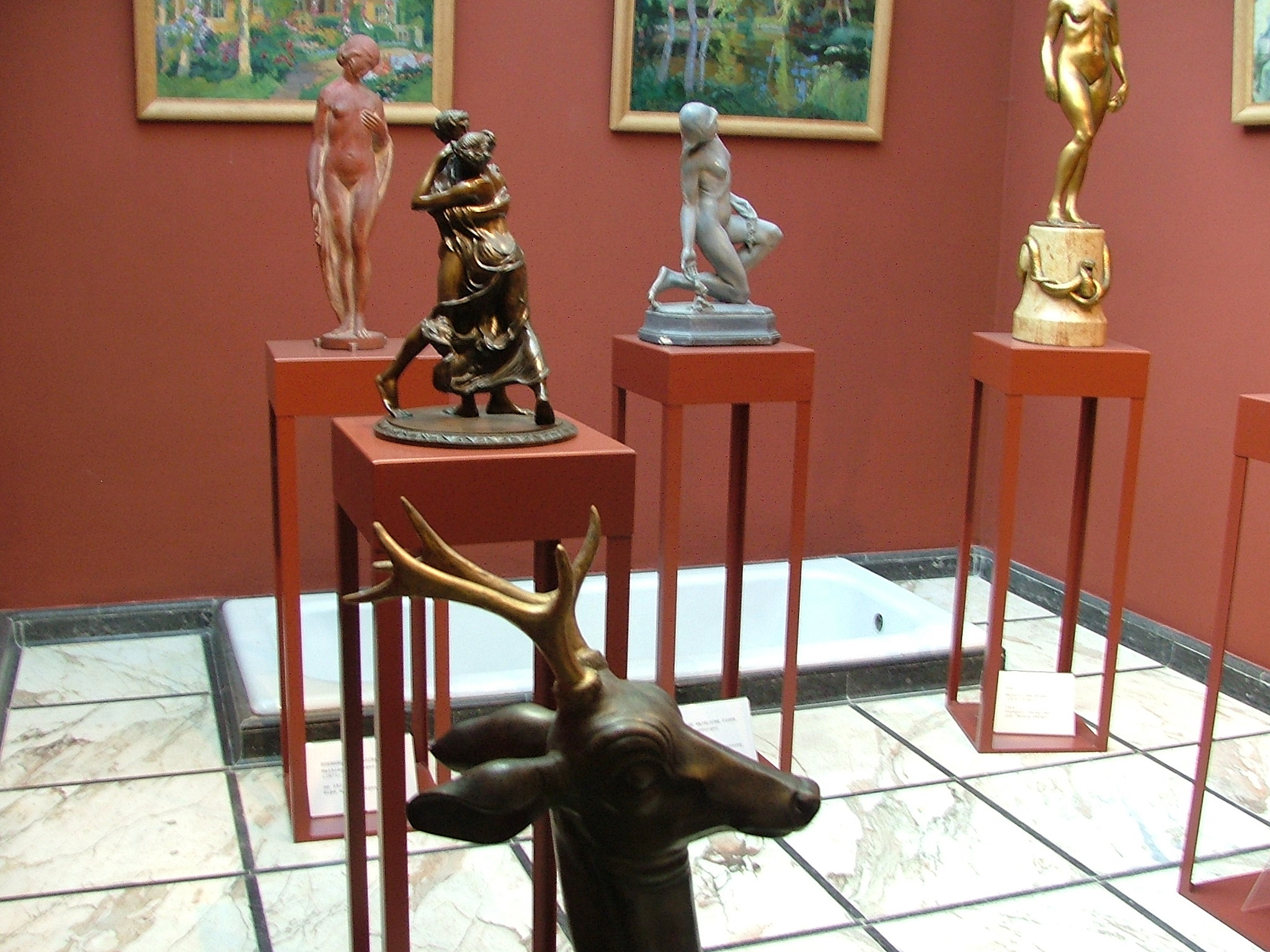
Ausstellungsraum im ehm. Badezimmer

Das Künstlerhaus Gasteiger ist ein Künstlersitz in Holzhausen im oberbayerischen Landkreis Landsberg am Lech. Das Anwesen am Westufer des Ammersees ist heute im Besitz der Bayerischen Schlösserverwaltung. Im Künstlerhaus, das von einem Landschaftspark umgeben und der Öffentlichkeit zugänglich ist, befindet sich heute ein Museum.

## Geschichte
Mathias Gasteiger (1871- 1934) war ein deutscher Bildhauer, Zeichner und Unternehmer. 1902 übersiedelten Mathias Gasteiger und seine Frau, die Malerin Anna Sophie Gasteiger nach Holzhausen am Ammersee, wo sich die Künstlervereinigung Die Scholle um sie gruppierte. Zu ihr gehörten z. B. Fritz Erler, Walter Georgi, Adolf Münzer, Leo Putz und Eduard Thöny. Die Gasteigers waren die ersten, die sich ab 1908 am Westufer des Ammersees mit Sichtachse zum Kloster Andechs ein Sommerhaus bauten. Holzhausen als Künstlerkolonie ist somit ihre Entdeckung.  Der Künstlersitz Gasteiger ist 1984 als Vermächtnis von Irene Faber-Gasteiger, der Tochter Mathias und Anna Gasteigers, an den Freistaat Bayern und dessen Schlösserverwaltung gelangt.

## Museum
1994 wurde in der von 1908 bis 1913 erbauten Künstlervilla ein Museum eröffnet und gleichzeitig der zugehörige Landschaftspark zugänglich gemacht. Im Museum im Künstlerhaus sind zahlreiche Werke Mathias Gasteigers ausgestellt, so die 1902 geschaffene Figurengruppe Der Tanz, die neben Anklängen an die antike Mythologie auch satirische Züge erkennen lässt. Eindrucksvoll ist auch die 1905 entstandene vergoldete Figur der Eva. Das ehemalige Atelier des Künstlerhauses ist als kleine Gemäldegalerie mit Werken von Anna Gasteiger eingerichtet.

## Baubeschreibung
- Landhaus des Bildhauers Mathias Gasteiger (1871–1934), eingeschossiger Bau über kreuzförmigem Grundriss mit Sattel- und Mansarddach, in Formen des Jugendstils, 1902
- Garten und Park am Seeufer, axiale Anlage beim Haus eingebettet in Landschaftsgarten zum See mit gefasstem Bachlauf und gestaltetem Parkzugangstor, bauzeitlich

Das in über zehn Jahren entstandene Ensemble mit den auf dem Gelände verstreuten Wirtschaftsgebäuden ist einzigartig für den Münchner Jugendstil. Die Bauernstube im Künstlerhaus ist ein beliebter Ort für standesamtliche Trauungen.

## Denkmalschutz
Das Landhaus des Bildhauers Matthias Gasteiger steht unter Denkmalschutz und ist unter dem Aktenzeichen D-1-81-144-32 in der Denkmalliste des Bayerischen Landesamtes für Denkmalpflege erfasst.
Zum Denkmal gehört unter demselben Aktenzeichen auch der Landschaftgarten.